# Llista de composicions de Johannes Brahms per gènere

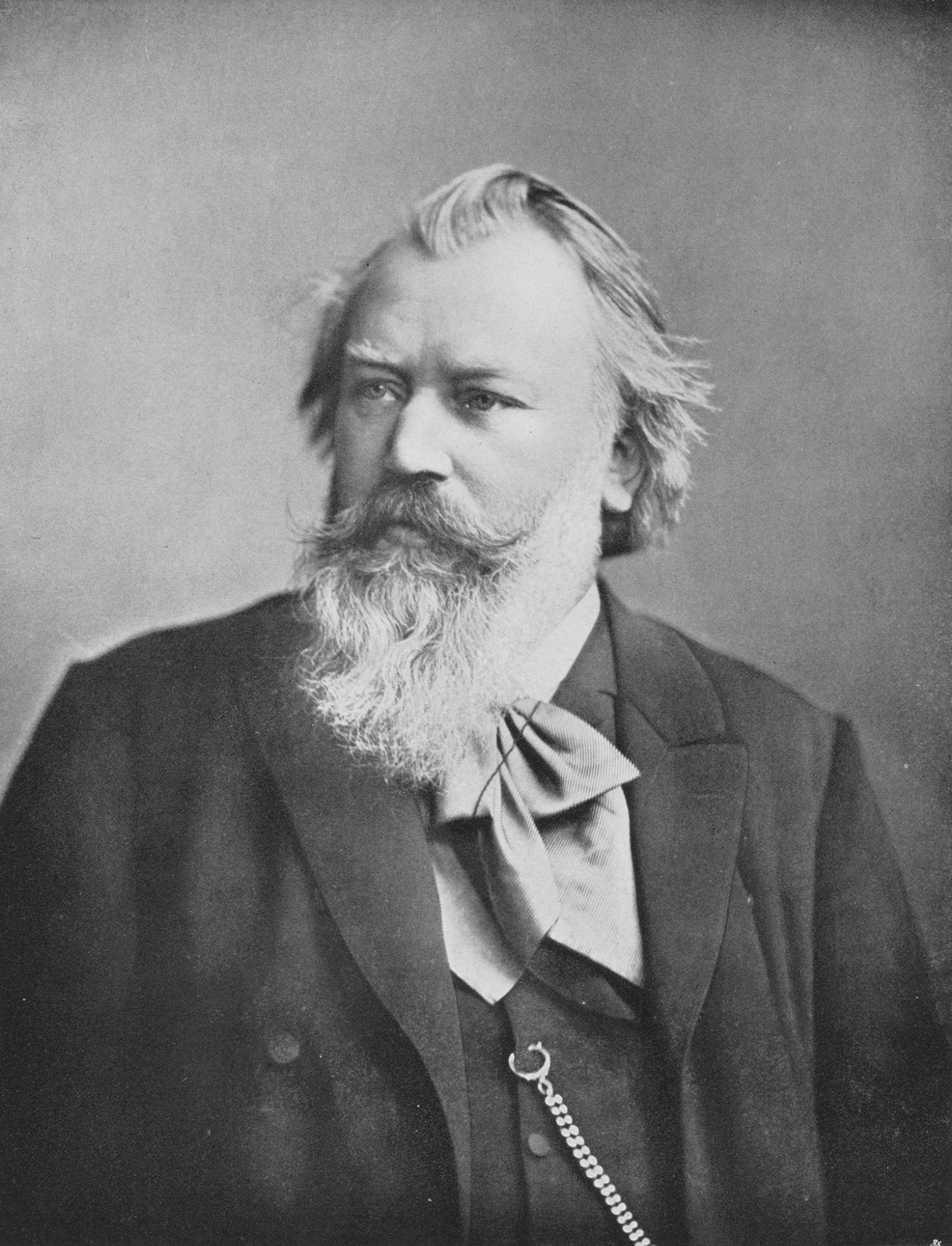
Retrat de Johannes Brahms

Aquesta és una llista de composicions de Johannes Brahms classificada per gènere (incloent totes les obres a les que se les ha assignat un número d'opus).

## Obres orquestrals
Serenates:
- Op. 11, Serenata núm. 1 en re major (1857)
- Op. 16, Serenata núm. 2 en la major (1859)

Simfonies:
- Op. 68, Simfonia núm. 1 en do menor (1876 estrena)
- Op. 73, Simfonia núm. 2 en re major (1877)
- Op. 90, Simfonia núm. 3 en fa major (1883)
- Op. 98, Simfonia núm. 4 en mi menor (1885)

Altres obres
- Op. 56un, Variacions sobre un tema de Haydn (1873)
- Op. 80, Obertura per a un festival acadèmic, per a orquestra (1880)
- Op. 81, Obertura tràgica, per a orquestra (1880)
- 9 Liebeslieder Walzer, (arranjat de l'Op. 52 & 65)
- 3 Danses hongareses, (arranjades de WoO 1)

## Concerts
- Op. 15, Concert per a piano núm. 1 en re menor (1859)
- Op. 77, Concert per a violí en re major (1878)
- Op. 83, Concert per a piano núm. 2 en si♭ major (1881)
- Op. 102, Doble concert en la menor (1887)

## Obres orquestrals per a cor i/o solistes vocals
- Op. 12, Ave Maria, per a cor de dones i orquestra (1858)
- Op. 13, Begrabnissgesang, per a vent i cor mixt (1858)
- Op. 27, Salm 13, per a cor de dones, orgue i corda (1859)
- Op. 45, Ein deutsches Rèquiem – Un Rèquiem alemany, per a soprano i baríton solistes, cor mixt i orquestra (1868)
- Op. 50, Rinaldo, cantata per a tenor solista, cor d'homes i orquestra (1869)
- Op. 53, Rapsòdia per a contralt solista, cor d'homes i l'orquestra ("Alto Rapsòdia") (1870)
- Op. 54, Schicksalslied, per a cor mixt i orquestra (1871)
- Op. 55, Triumphlied, per a baríton solista, cor mixt doble i orquestra (1871)
- Op. 82, Nänie, per a cor mixt i orquestra (1881)
- Op. 89, Gesang der Parzen, per a cor mixt i orquestra (1882)

## Obres de cambra

### Sonates

#### Sonates per a violí
- Scherzo en do menor per violí & piano (del FAE-Sonata) (1853)
- Op. 78, Sonata per a violí núm. 1 en sol major (1878–79)
- Op. 100, Sonata per a violí núm. 2 en la major (1886)
- Op. 108, Sonata per a violí núm. 3 en re menor (1887)

#### Sonates per a violoncel
- Op. 38, Sonata per a violoncel i piano núm. 1 en mi menor (1862–65)
- Op. 99, Sonata per a violoncel i piano núm. 2 en fa major (1886)

#### Sonates per a clarinet
- Op. 120, Dues Sonates per a clarinet (1894)
  - núm. 1 Sonata per a clarinet núm. 1 en fa menor
  - núm. 2 Sonata per a clarinet núm. 2 en mi♭ major

### Trios
- Op. 8, Trio per a piano núm. 1 en si major (dues versions, 1854 i edició de 1891)
- Op. 87, Trio per a piano núm. 2 en do major (dues versions, 1882 i 1891, editada per G. Schumann)
- Op. 101,  Trio per a piano núm. 3 en do menor (1886)
- Op. 114, Trio per a piano, clarinet, i violoncel en la menor (1891)
- Op. 40, Trio per a trompa, violí i piano en mi♭ major (1865)

### Quartets

#### Quartets de corda
- Op. 51, Dos quartets de corda

- Quartet de corda núm. 1 en do menor (1873)
- Quartet de corda núm. 2 en la menor (1873)

- Op. 67, Quartet de corda núm. 3 en si♭ major (1876)

#### Quartets de piano
- Op. 25, Quartet per a piano núm. 1 en sol menor (1861)
- Op. 26, Quartet per a piano núm. 2 en la major (1861)
- Op. 60, Quartet per a piano núm. 3 en do menor (1875)

### Quintets i sextets

#### Quintets de corda
- Op. 88, Quintet de corda núm. 1 en fa major (1882)
- Op. 111, Quintet de corda núm. 2 en sol major ("Prater") (1890)

#### Altres quintets
- Op. 34, Quintet per a piano en fa menor (1864)
- Op. 115, Quintet per a clarinet en si menor (1891)

#### Sextets de corda
- Op. 18, Sextet de corda núm. 1 en si♭ major (1860)
- Op. 36, Sextet de corda núm. 2 en sol major (1865)

## Obres per a piano

### Obres per a piano sol
Sonates per a piano:
- Op. 1, Sonata per a piano núm. 1 en do major (1853)
- Op. 2, Sonata per a piano núm. 2 en fa♯ menor (1853)
- Op. 5, Sonata per a piano núm. 3 en fa menor (1853)

Variacions
- Op. 9, Variacions sobre un tema de Robert Schumann en fa♯ menor (1854)
- Op. 18b, Tema i variacions en re menor (1860), a partir del segon moviment del Sextet de corda núm. 1 en si♭ major
- Op. 21, Dos conjunts de variacions
  - núm. 1 Onze variacions sobre un tema original, en re major (1857)
  - núm. 2 Catorze Variacions sobre una melodia hongaresa, en re major (1854)
- Op. 24, Variacions i fuga sobre un tema de Händel (1861)
- Op. 35, Variacions sobre un tema de Paganini (1863)

Altres obres per a piano sol
- Albumblatt (1853)[1]
- Op. 4, Scherzo en mi♭ menor (1851)
- Op. 10, Quatre balades (1854)
- Op. 39, Setze valsos (1865). Va arranjar dues versions (difícil i senzilla) a partir de la versió per a quatre mans.
- Op. 76, Vuit peces (1878)
  - núm. 1 Capriccio en fa♯ menor
  - núm. 2 Capriccio en si menor
  - núm. 3 Intermezzo en la♭ major
  - núm. 4 Intermezzo en si♭ major
  - núm. 5 Capriccio en do ♯ menor
  - núm. 6 Intermezzo en la major
  - núm. 7 Intermezzo en la menor
  - núm. 8 Capriccio en do major
- Op. 79, Dues rapsòdies (1879)
- Op. 116, Set fantasies (1892)
  - núm. 1 Capriccio en re menor
  - núm. 2 Intermezzo en la menor
  - núm. 3 Capriccio en sol menor
  - núm. 4 Intermezzo en mi major
  - núm. 5 Intermezzo en mi menor
  - núm. 6 Intermezzo en mi major
  - núm. 7 Capriccio en re menor
- Op. 117, Tres intermezzi per a piano (1892)
  - núm. 1 en mi♭ major
  - núm. 2 en si♭ menor
  - núm. 3 en do ♯ menor
- Op. 118, Sis peces (1893)
  - núm. 1 Intermezzo, en la menor
  - núm. 2 Intermezzo, en la major
  - núm. 3 Ballade, en sol menor.
  - núm. 4 Intermezzo, en fa menor.
  - núm. 5 Romança, en fa major.
  - núm. 6 Intermezzo, en mi bemoll menor.
- Op. 119, Quatre peces (1893)
  - núm. 1: Intermezzo, en si menor
  - núm. 2: Intermezzo, en mi menor
  - núm. 3: Intermezzo, en do major
  - núm. 4: Rapsòdia, en mi bemoll major
- WoO 3, 2 gavotes
  - núm. 1 en la menor
  - núm. 2 en la major
- WoO 4, 2 gigues
  - núm. 1 en la menor
  - núm. 2 en si menor
- WoO 5, 2 sarabandes
  - núm. 1 en la menor
  - núm. 2 en si menor

### Dos pianos/Quatre mans
- Op. 23, Variacions per a quatre mans sobre un tema de Schumann (1861)
- Op. 34b, Sonata per a dos pianos, en fa menor (1863). Versió més primerenca del Quintet per a piano, Op. 34
- Op. 39, Setze valsos (1865). Hi ha també un arranjament dels números 1, 2, 11, 14, i 15 per a dos pianos.
- Op. 52a, Liebeslieder, arranjament de l'Op. 52
- Op. 56b, Variacions sobre un tema de Haydn, per a dos pianos (1873)
- Op. 65a, Neue Liebeslieder, arranjament de l'Op. 65
- WoO 1, Danses hongaresos (1869)

## Obres per a orgue
- WoO 7, Preludi coral i fuga, "O Traurigkeit, O Herzeleid"
- WoO 8, Fuga en la♭ menor
- WoO 9, Preludi i fuga en la menor
- WoO 10, Preludi i fuga en sol menor
- Op. 122, Onze preludis corals (1896)

## Altres obres vocals (cançons, poemes, duets, motets i miscel·lània)
- Op. 3, Sis cançons (1853)
  - 1. Liebestreu
  - 2. Liebe und Frühling
  - 3. Liebe und Frühling
  - 4. Lied aus dem Gedicht "Ivan"
  - 5. In der Fremde
  - 6. Lied ("Lindes Rauschen En den Wipfeln")
- Op. 6, Sis cançons
  - 1. Spanisches Lied
  - 2. Der Frühling
  - 3. Nachwirkung
  - 4. Juchhe!
  - 5. Wie die Wolke nach der Sonne
  - 6. Nachtigallen schwingen lustig
- Op. 7, Sis cançons
  - 1. Treue Liebe
  - 2. Parole
  - 3. Anklänge
  - 4. Volkslied ("Die Schwälble ziehet fort")
  - 5. Die Trauernde
  - 6. Heimkehr
- Op. 13, Begräbnisgesang – Cançó fúnebre
- Op. 14, Vuit cançons i idil·lis
  - 1. Vor dem Fenster
  - 2. Vom verwundeten Knaben
  - 3. Murray Ermordung
  - 4. Ein Sonett
  - 5. Trennung
  - 6. Gang zur Liebsten
  - 7. Ständchen
  - 8. Sehnsucht
- Op. 17, Vier Gesänge – Quatre cançons – per a cor de dones, dues trompes i arpa (1860)
  - 1. Es tönt ein voller Harfenklang
  - 2. Lied von Shakespeare
  - 3. Der Gärtner
  - 4. Gesang aus Fingal
- Op. 19, Cinc poemes
  - 1. Der Kuss
  - 2. Scheiden und Meiden
  - 3. En der Ferne
  - 4. Der Schmied
  - 5. Un eine Äolsharfe
- Op. 20, Tres duets per a soprano i contralt amb acompanyament de piano
  - 1. Weg der Liebe
  - 2. Weg der Liebe
  - 3. Die Meere
- Op. 22, Marienlieder –Cançons per a Maria–, per a cor mixt (1860)
  - 1. Der englische Gruss
  - 2. Marias Kirchgang
  - 3. Marias Wallfahrt
  - 4. Der Jäger
  - 5. Ruf zur Maria
  - 6. Magdalena
  - 7. Marias Lob
- Op. 27, Salm 13 (1859)
- Op. 28, Quatre duets per a contralt i baríton amb acompanyament de piano
  - 1. Die Nonne und der Ritter
  - 2. Vor der Tür
  - 3. Es rauschet das Wasser
  - 4. Der Jäger und sein Liebchen
- Op. 29, Dos motets, per a cor mixt (1860)
  - 1. Es ist das Heil uns kommen li
  - 2. Schaffe in mir, Gott, ein rein Herz
- Op. 30, Geistliches Lied – Cant espiritual
- Op. 31, Tres quartets, per a veus mixtes (1864)
  - 1. Wechsellied zum Tanze
  - 2. Neckereien
  - 3. Der Colla zum Liebchen
- Op. 32, Nou cançons
  - 1. Wie rafft ich mich auf En der Nacht
  - 2. Nicht mehr zu dir zu gehen
  - 3. Ich schleich umher
  - 4. Der Strom, der neben mir verrauschte
  - 5. Wehe, així que willst du mich wieder
  - 6. Du sprichst, dass ich mich täuschte
  - 7. Bitteres zu sagen denkst du
  - 8. Tan stehn wir, ich und meine Weide
  - 9. Wie bist du, meine Königin
- Op. 33, Quinze idil·lis sobre Liebesgeschichte der schönen Magelone ("Magelone-Lieder") de Tieck (1861–1869)
  - 1. Keinen Barret es noch gereut
  - 2. Traun! Bogen und Pfeil sind gut für den Feind
  - 3. Sind es Schmerzen, sind es Freuden
  - 4. Liebe kam aus fernen Landen
  - 5. So willst du des Armen
  - 6. Wie soll ich die Freude
  - 7. War es dir, dem diese Lippen bebten
  - 8. Wir müssen uns trennen
  - 9. Ruhe, Süssliebchen
  - 10. Verzweiflung
  - 11. Wie schnell verschwindet
  - 12. Muss es eine Trennung geben
  - 13. Sulima
  - 14. Wie froh und frisch
  - 15. Treue Liebe dauert lange
- Op. 37, Tres cors sacres
  - 1. O bone Jesu
  - 2. Adoramus te, Christe
  - 3. Regina coeli laetare
- Op. 41, Cinc cançons, per a veus d'homes
  - 1. Ich schwing mein Banya ins Jammertal
  - 2. Freiwillige li!
  - 3. Geleit
  - 4. Marschieren
  - 5. Gebt acht!
- Op. 42, Drei Gesänge – Tres cançons – per a cor mixt (1860)
  - 1. Abendständchen
  - 2. Vineta
  - 3. Darthulas Grabesgesange
- Op. 43, Quatre cançons
  - 1. Von ewiger Liebe
  - 2. Die Mainacht
  - 3. Ich schell mein Banya ins Jammerthal
  - 4. Das Lied vom Herrn von Falkenstein
- Op. 44, Dotze cançons i idil·lis
  - 1. Minnelied
  - 2. Der Bräutigam
  - 3. Barcarola
  - 4. Fragen
  - 5. Die Müllerin
  - 6. Die Nonne
  - 7. Monja stehn die Rosen en Blüte
  - 8. Die Berge sind spitz
  - 9. Sóc Wildbach die Weiden
  - 10. Und gehst du über den Kirchhof
  - 11. Die Braut
  - 12. Märznacht
- Op. 46, Quatre cançons
  - 1. Die Kränze
  - 2. Magyarisch
  - 3. Die Schale der Vergessenheit
  - 4. Un Die Nachtigall
- Op. 47, Cinc cançons
  - 1. Botschaft
  - 2. Liebesgluth
  - 3. Sonntag
  - 4. O liebliche Wangen, ihr macht mir Verlangen
  - 5. Die Liebende schreibt
- Op. 48, Set cançons
  - 1. Der Colla zum Liebchen
  - 2. Der Überläufer
  - 3. Liebesklage des Mädchens
  - 4. Or überweigt die Liebe
  - 5. Trost En Thränen
  - 6. Vergangen ist mir Glück und Heil
  - 7. Herbstgefühl
- 'Op. 49, Cinc cançons
  - 1. Am Sonntag Morgen
  - 2. Un ein Veilchen
  - 3. Sehnsucht
  - 4. Wiegenlied: "Guten Abend, gut' Nacht!" (Brahms' Lullaby)
  - 5. Abenddämmerung
- Op. 52 Liebeslieder Walzer (Valsos amorosos), per a piano a quatre-mans i quartet vocal (1870)
  - 1. Rede, Mädchen, allzu liebes
  - 2. Sóc Gesteine rauscht die Flut
  - 3. O Die Frauen
  - 4. Wie des Abends schöne Röthe
  - 5. Die grüne Hopfenranke
  - 6. Ein kleiner, hübscher Vogel nahm
  - 7. Wohl schön bewandt
  - 8. Wenn Així que lind dein Augen mir
  - 9. Am Donaustrande
  - 10. O wie sanft die Quelle
  - 11. Nein, est ist nicht auszukommen
  - 12. Schlosser auf, und mache Schlösser
  - 13. Vögelein durchrauscht Die Luft
  - 14. Sieh, wie ist Die Welle klar
  - 15. Nachtigall, sie singt tan schön
  - 16. Ein dunkeler Schacht ist Liebe
  - 17. Nicht wandle, mein Licht
  - 18. Es bebet das Gesträuche
- Op. 57, Vuit cançons
  - 1. Von waldbekränzter Höhe
  - 2. Wenn du nur zuweilen lächelst
  - 3. Es träumte mir
  - 4. Ach, wende diesen Blick
  - 5. En meiner Nächte Sehnen
  - 6. Strahlt zuweilen auch ein mildes Licht
  - 7. Die Schnur, Die Perl un Perle
  - 8. Unbewegte laue Luft
- Op. 58, Vuit cançons
  - 1. Blinde Kuh
  - 2. Während des Regens
  - 3. Die Spröde
  - 4. O komme, holde Sommernacht verschwiegen
  - 5. Schwermut
  - 6. En der Gasse
  - 7. Vorüber
  - 8. Serenata
- Op. 59, Vuit cançons
  - 1. Dämmrung senkte sich von oben
  - 2. Auf dem Veu
  - 3. Regenlied
  - 4. Nachklang
  - 5. Agnes
  - 6. Eine gute, gute Nacht
  - 7. Mein wundes Herz verlangt nach Més suau Ruh
  - 8. Dein blaues Auge
- Op. 61, Quatre duets per a soprano i contralt amb acompanyament de piano
  - 1. Die Schwestern
  - 2. Klosterfräulein
  - 3. Phänomen
  - 4. Die Boten der Liebe
- Op. 62, Sieben Lieder (Set cançons), per a cor mixt (1874)
  - 1. Rosmarin
  - 2. Von alten Liebesliedern
  - 3. Waldesnacht
  - 4. Dein Herzlein Suau
  - 5. Tot meine Herzgedanken
  - 6. Es geht ein Wehen durch den Wald
  - 7. Vergangen ist mir Glück und Heil
- Op. 63, Nou cançons
  - 1. Frühlingstrost
  - 2. Erinnerung
  - 3. Un ein Bild
  - 4. Un Die Tauben
  - 5. Junge Liebe Jo
  - 6. Junge Liebe II
  - 7. Heimweh Jo
  - 8. Heimweh II
  - 9. Heimweh III
- Op. 64, Tres quartets, per a veus mixtes (1874)
  - 1. Un Die Heimat
  - 2. Der Abend
  - 3. Fragen
- Op. 65, Neue Liebeslieder, per a piano a quatre-mans i quartet vocal (1875)
  - 1. Verzicht, o Herz, auf Rettung
  - 2. Finstere Schatten der Nacht
  - 3. Un jeder Dit de Die de la Mà
  - 4. Ihr schwarzen Augen
  - 5. Wahre, wahre deinen Sohn
  - 6. Rosen steckt mir Un Die Murmura
  - 7. Vom Gebirge Bé auf Bé
  - 8. Weiche Gräser im Revier
  - 9. Nagen Sóc Herzen fühl ich
  - 10. Ich kose süß mit der und der
  - 11. Alles, alles en den Vent
  - 12. Schwarzer Wald, dein Schatten
  - 13. Nein, Geliebter, setze dich
  - 14. Flammenauge, dunkles Haar
  - 15. Zum Schluss
- Op. 66, Cinc duets per a soprano i contralt amb acompanyament de piano
  - 1. Klänge
  - 2. Klänge
  - 3. Sóc Strande
  - 4. Jägerlied
  - 5. Hüt du dich!
- Op. 69, Nou cançons
  - 1. Klage
  - 2. Klage
  - 3. Abschied
  - 4. Der Liebsten Schwur
  - 5. Tambourliechen
  - 6. Vom Strande
  - 7. Über El Die Veu
  - 8. Salome
  - 9. Mädchenfluch
- Op. 70, Quatre cançons
  - 1. Im Garten Sóc Seegestade
  - 2. Lerchengesang
  - 3. Serenata
  - 4. Abendregen
- Op. 71, Cinc cançons
  - 1. Es liebt sich Així que lieblich im Lenze!
  - 2. Un den Mond
  - 3. Geheimnis
  - 4. Willst du, dass ich geh'?
  - 5. Minnelied
- Op. 72, Cinc cançons
  - 1. Alte Liebe
  - 2. Sommerfäden
  - 3. O Kühler Wald
  - 4. Verzagen
  - 5. Unüberwindlich
- Op. 74, Dos motets, per a cor mixt
  - 1. Warum ist das Licht gegeben dem Mühseligen
  - 2. O Heiland, reiß Die Himmel auf, en el cant d'Advent "O Heiland, reiß Die Himmel auf"
- Op. 75, Quatre balades i idil·lis
  - 1. Edward
  - 2. Guter Rata
  - 3. Així que lass uns wandern!
  - 4. Walpurgisnacht
- Op. 84, Cinc idil·lis i cançons
  - 1. Sommerabend
  - 2. Der Kranz
  - 3. En den Beeren
  - 4. Vergebliches Ständchen
  - 5. Spannung
- Op. 85, Sis cançons
  - 1. Sommerabend
  - 2. Mondenschein
  - 3. Mädchenlied
  - 4. Ade!
  - 5. Frühlingslied
  - 6. En Waldeinsamkeit
- Op. 86, Sis cançons
  - 1. Therese
  - 2. Feldeinsamkeit
  - 3. Nachtwandler
  - 4. Über Die Heide
  - 5. Versunken
  - 6. Todessehnen
- Op. 91, Dues cançons per a contralt, viola i piano (1884)
  - 1. Gestillte Sehnsucht
  - 2. Geistliches Wiegenlied
- Op. 92, Quatre quartets, per a veus mixtes (1889)
  - 1. O schöne Nacht!
  - 2. Spätherbst
  - 3. Abendlied
  - 4. Warum?
- Op. 93a, Sis cançons i idil·lis per a cor
  - 1. Der bucklichte Fiedler
  - 2. Das Mädchen
  - 3. O süsser Mai
  - 4. Fahr wohl!
  - 5. Der Falke
  - 6. Beherzigung
- Op. 93b, Tafellied, per a cor i piano
- Op. 94, Cinc cançons
  - 1. Mit vierzig Jahren ist der Berg erstiegen
  - 2. Steig auf, geliebter Schatten
  - 3. Mein Herz ist schwer, mein Auge wacht
  - 4. Sapphische Oda
  - 5. Kein Haus, keine Heimat
- Op. 95, Set cançons
  - 1. Das Mädchen
  - 2. Bei dir sind meine Gedanken
  - 3. Beim Abschied
  - 4. Der Jäger
  - 5. Vorschneller Schwur
  - 6. Mädchenlied
  - 7. Schön Guerra, das ich dir weihte
- Op. 96, Quatre cançons
  - 1. Der Tod, das ist dau kühle Nacht
  - 2. Wir wandelten, wir zwei zusammen
  - 3. Es schauen Die blumen
  - 4. Meerfahrt
- Op. 97, Sis cançons
  - 1. Nachtigall
  - 2. Auf dem Schiffe
  - 3. Entführung
  - 4. Dort En den Weiden steht ein Haus
  - 5. Komm' bald
  - 6. Trennung ("Da unten im Conte")
- Op. 103, Zigeunerlieder, per a piano i quartet vocal (1887)
  - 1. Ell, Zigeuner, greife dins dau Saiten ein!
  - 2. Hochgetürmte Rimaflut, wie bist du trüb
  - 3. Wißt ihr, wann mein Kindchen sóc allerschönsten ist?
  - 4. Lieber Gott, du weißt, wie oft bereut ich hab'
  - 5. Brauner Bursche führt zum Tanze
  - 6. Röslein dreie En der Reihe blühn tan podridura
  - 7. Kommt dir manchmal En den Sinn
  - 8. Horch, der Vent klagt en den Zweigen traurig sacht
  - 9. Weit und breit schaut niemand mich Un
  - 10. Mond verhüllt sein Angesicht
  - 11. Rote Abendwolken ziehn Sóc Fermament
- Op. 104, Fünf Gesänge (Cinc cançons), per a cor mixt (1888)
  - 1. Nachtwache Jo
  - 2. Nachtwache II
  - 3. Letztes Glück
  - 4. Verlorene Jugend
  - 5. Im Herbst
- Op. 105, Fünf Lieder (Cinc cançons) (1886–1888)
  - 1. Wie Melodien zieht es mir leise durch den Sinn
  - 2. Immer leiser wird mein Schlummer
  - 3. Klage
  - 4. Auf dem Kirchhofe
  - 5. Verrat
- Op. 106, Cinc cançons (1886)
  - 1. Ständchen
  - 2. Auf dem Veu
  - 3. Es hing der Reif im Lindenbaum
  - 4. Meine Lieder
  - 5. Ein Wanderer
- Op. 107, Cinc cançons
  - 1. Un dau Stolze
  - 2. Salamander
  - 3. Das Mädchen spricht
  - 4. Maienkätzchen
  - 5. Mädchenlied
- Op. 109, Fest- und Gedenksprüche, per a cor mixt (1889)
  - 1. Unsere Väter hofften auf dich
  - 2. Wenn ein Més dur Gewappneter
  - 3. Wo ist ein Així que herrlich Volk
- Op. 110, Tres motets, per a cor mixt (1889)
  - 1. Ich aber Galleda elend
  - 2. Ach, arme Welt, du trügest mich
  - 3. Wenn wir En höchsten Nöten sein
- Op. 112, Sis quartets, per a piano i veus mixtes (1891)
  - 1. Sehnsucht
  - 2. Nächtens
  - 3. Himmel strahlt Tan helle
  - 4. Rote Rosenknospen
  - 5. Brennessel steht Un Weges Rand
  - 6. Liebe Schwalbe, kleine Schwalbe
- Op. 113, Tretze cànons per a cor de dones
  - 1. Göttlicher Morpheus
  - 2. Grausam erweiset sich Amor Sóc mir
  - 3. Sitzt Un schöns Vögerl aufm Dannabaum
  - 4. Schlaf, Kindlein, schlaf!
  - 5. Wille, wille,
  - 6. Així que lange Schönheit wird bestehn
  - 7. Wenn Die Klänge nahn und fliehen
  - 8. Ein Gems auf dem Stein
  - 9. Ans Auge des Liebsten
  - 10. Leise Töne der Brust
  - 11. Ich weiss nicht Era im Hain dau Taube girret
  - 12. Wenn Kummer hätte zu töten Macht
  - 13. Einförmig ist der Liebe Gram
- Op. 121, Vier ernste Gesänge (Quatre cançons serioses) (1896)
  - 1. Denn es gehet dem Menschen
  - 2. Ich wandte mich und sahe Un alle
  - 3. O Tod, wie amarg bist du
  - 4. Wenn ich mit Menschen- und mit Engelszungen redete